# تيانا هوكينز
تيانا هوكينز (بالإنجليزية: Tianna Hawkins)‏ مواليد 2 مارس 1991 في واشنطن العاصمة، هي لاعبة كرة سلة أمريكية. بدأت مسيرتها الاحترافية في سنة 2013. تم اختيارها من قبل فريق سياتل ستورم خلال الدرافت. تلعب مع واشنطن ميستيكس في دوري الاتحاد الوطني لكرة السلة النسائية. وتحمل الرقم 21. يبلغ طولها 6 قدم 3 بوصة (1.9 م). لعبت كرة السلة الجامعية في جامعة ميريلاند.

## روابط خارجية
- تيانا هوكينز على موقع الاتحاد الوطني لكرة السلة النسائية (الإنجليزية)
- تيانا هوكينز على موقع كرة السلة الأوروبية.كوم (الإنجليزية)
- تيانا هوكينز على موقع كلية كرة السلة في سبورتس رفرنس.كوم (الإنجليزية)
- تيانا هوكينز على موقع بروبوليرز (الإنجليزية)
- تيانا هوكينز على موقع سبورتس رفرنس (الإنجليزية)